# Ilha Auaí
A ilha Auaí é uma ilha fluvial que se localiza na confluência dos rios Negro e Jufari, no estado do Amazonas, no Brasil.

## Etimologia
O topônimo "Auaí" se originou do nome do arbusto homônimo, pertencente à família das apocináceas.